# 拉斯 (肯塔基州普瓦斯基縣)
拉斯（英語：Ruth）是位於美國肯塔基州普瓦斯基縣的一個鬼鎮。

## 地理
拉斯所處的海拔為高於海平面256米（即840英呎），而該地所採用的時區為UTC-5，即北美東部時區（EST）。同時該地設有夏令時間，為UTC-5調快一小時，即UTC-4（EDT）。